# Grottes de Blanot
Pour les articles homonymes, voir Blanot.
Les grottes de Blanot (ou grotte de la Cailleverdière) sont situées dans la commune de Blanot, entre Tournus et Cluny, dans le département de Saône-et-Loire, en région Bourgogne-Franche-Comté. Cette grotte, qui s'ouvre dans la gorge de la Mangette, au pied du mont Saint-Romain, comporte une succession de salles, la première surplombant une cavité profonde. Cette grotte est, avec les grottes d'Azé, la seule cavité souterraine ouverte au public en Saône-et-Loire.

## Situation
Les grottes de Blanot se trouvent à environ deux kilomètres au nord du centre du village, à gauche après avoir traversé le hameau de Fougnières, à l’orée du bois dominant le vignoble.

## Historique
Les grottes, autrefois appelées par les gens du pays La Cavernière, ont été découvertes et explorées en 1739 par le docteur Dumolin de Cluny.
Les grottes sont, depuis 1959, la propriété de la commune de Blanot, qui en assure la régie. D'importants travaux menés fin 2023 et début 2024 par la commune ont permis la réfection complète de l'éclairage des salles, avec pour but une meilleure valorisation des cavités. Différents aménagements ont également été réalisés à cette occasion sur le parcours de visite.

## Géologie
De formation particulièrement ancienne, les grottes se sont développées en une zone fracturée, mettant en contact d'une part les calcaires jurassiques du Bajocien (environ 170 millions d'années) et, d'autre part, le socle granitique du mont Saint-Romain qui les surplombe.

## Description
Le parcours de visite fait descendre le visiteur jusqu’à 80 mètres en-dessous du niveau du sol (il comporte 650 marches) et lui permet de découvrir gouffre et salles riches en concrétions. La température est constamment comprise entre 10 et 13 degrés.
À la première salle (surplombant une profonde cavité) succède une deuxième salle, dite grotte des Morts, caractérisée par quantité de stalagmites et de stalactites.

## Faune et flore
Les grottes de Blanot et leurs alentours constituent une zone naturelle d'intérêt écologique, faunistique et floristique (ZNIEFF). Elles hébergent notamment des colonies de chiroptères, parmi lesquelles ont été observés :
- le Grand Rhinolophe (Rhinolophus ferrumequinum),
- le Petit Rhinolophe (Rhinolophus hipposideros),
- le Grand Murin (Myotis myotis),
- le Murin à oreilles échancrées (Myotis emarginatus)[3].

## Visites
L'accueil sur les lieux et l'animation (en particulier les visites commentées, axées sur la découverte du site au XVIIIe siècle, sa formation, ses concrétions, sa faune et les anecdotes liées à son histoire) sont gérés par l'association « La Cailleverdière ». Celle-ci a été fondée en 2012 avec pour « objet d'apporter un soutien à l'action communale qui gère le site des grottes de Blanot, cela en permettant l'accueil et l’attente des visiteurs, en offrant des supports de communication, des ventes de boissons et glaces, en organisant des manifestations permettant d'améliorer la promotion du site des grottes et du village ».
Les grottes sont ouvertes sans réservation préalable, de 12 h à 19 h (départ du dernier groupe fixé à 18 h) :
- tous les jours en juillet et août ;
- les week-ends et les jours fériés de la mi-mai à fin septembre et lors des journées européennes du patrimoine.

La fréquentation s'est élevée en 2023, sur les deux mois et demi d'ouverture, à 9300 visiteurs (contre environ 6500 visiteurs en 2015).